# Avvale
Avvale S.p.A. (ex Techedge S.p.A) è una società per azioni italiana che si occupa di progettazione e sviluppo di tecnologie software innovative e di prestazione di servizi IT per il mercato bancario, medicale, industriale, telecomunicazioni e Pubblica Amministrazione.
La società è quotata nell'indice FTSE Italia Small Cap sull'MTA della Borsa Italiana (Codice Isin: IT0005331001 Codice Alfanumerico: EDGE).

## Storia
Techedge nasce nel 2004 e opera nel settore dei servizi, supportando le aziende nelle loro iniziative di trasformazione digitale. La società aiuta le varie imprese ad incrementare il loro valore, permettendo di andare ad individuare nuove opportunità nel mercato. Dal 2005 sono già presenti cinque uffici distribuiti in Italia, Spagna e Germania.
Tra il 2008 e il 2012 la società comincia ad espandersi ulteriormente arrivando sui mercati di Brasile e Stati Uniti e ampliando l’offerta in termini di portfolio. Tra il 2012 e il 2016 Techedge inizia un processo di specializzazione a livello di conoscenze su specifici settori.
Nello stesso periodo l’azienda cresce ulteriormente a livello geografico, arrivando in Messico, Cile, Colombia, Perù, Brasile, Arabia Saudita e Inghilterra. All’inizio del 2017 la società conta più di 1.500 dipendenti, 150 clienti e quasi 10 startups.
Nel primo semestre 2018 Techedge ha realizzato ricavi per 90,8 milioni di euro, superiori del 27% rispetto al 2017. L’utile netto ammonta a 6,2 milioni mentre l’Ebit si attesta a 8,7 milioni, crescendo del 28%.
Il 19 dicembre 2018 fa il suo ingresso in Borsa Italiana.
Il 27 luglio 2020 Titan BidCo (veicolo detenuto da One Equity Partners), presenta una OPA volontaria sull'81,20% del capitale sociale a 5,40 euro per azione, aumentati successivamente a 5,70.  Supportano l'offerta Edoardo Narduzzi e Josè Pablo de Pedro Rodriguez, precedentemente amministratori e soci fondatori di Techedge. L’opa promossa da One Equity Partners, infatti, si è chiusa il 6 novembre con Titan BidCo che, comprese le azioni già in portafoglio, sarebbe arrivato a detenere solo poco più del 43% del capitale di Techedge, per cui l’opa non ha avuto successo.
Una nuova OPA viene proposta da parte di Temistocle (società interamente controllato da Atena) di un’offerta pubblica di acquisto obbligatoria totalitaria ad oggetto le azioni ordinarie della società.  Temistocle srl è il veicolo costituito dalla cordata guidata dall’amministratore delegato Domenico Restuccia, che ha siglato un patto di sindacato che ha mandato a monte la precedente opa lanciata da One Equity Partners attraverso il veicolo Titan Bidco spa  L’opa  riguarda massime 11.570.926 azioni, pari al 44,89% del capitale di Techedge, per un corrispettivo in contanti pari a 5,40 euro per azione e quindi per un controvalore massimo complessivo dell’offerta di circa 62,5 milioni di euro.
Il delisting del titolo dalla borsa avviene il 3 marzo 2021.
A maggio 2023 diviene ufficiale la rinominazione della società in Avvale S.p.A.

## Sedi
La società ha sedi operative a Milano, Roma, Torino, Brescia, Pescara, Lucca, Carugate, Asti, Cagliari, Padova, Madrid, Barcellona, Lisbona, Londra, Walldorf, Chicago, Denver, Detroit, Filadelfia, Città del Messico, Monterrey, San Paolo (Brasile), Belo Horizonte, Rio de Janeiro, Santiago del Cile, Bogotà, Lima, Riad.

## Serie storica
La società presenta un trend con fatturato e utili in aumento, a fronte di crescite dell'organico.